# Emmanuelle (2024)
Emmanuelle är en fransk erotisk och romantisk dramafilm som hade premiär den 20 september 2024. Filmen är baserad på en roman av Emmanuelle Arsan med samma namn och är en nyinspelning av filmen Emmanuelle från 1974. Den är regisserad av Audrey Diwan, som även skrivit manus tillsammans med Rebecca Zlotowski.

## Handling
Filmen utspelar sig i Hongkong och kretsar kring Emmanuelle som checkar in på ett lyxhotell. Där söker hon vid sidan av jobbet tillsammans återfinna den njutning som gått henne förlorad. Men den speciella man som intresserar henne mest är svårast att komma nära.

## Rollista (i urval)
- Noémie Merlant – Emmanuelle
- Naomi Watts – Margot
- Will Sharpe – Kei
- Jamie Campbell Bower – Sir John
- Anthony Wong – The Eye
- Carole Franck – Emmanuelles mor